# The Sphinx, British Columbia
The Sphinx är ett berg i Kanada.   Det ligger i provinsen British Columbia, i den sydvästra delen av landet, 3 500 km väster om huvudstaden Ottawa. Toppen på The Sphinx är 2 402 meter över havet, eller 212 meter över den omgivande terrängen. Bredden vid basen är 1,0 km.
Terrängen runt The Sphinx är bergig österut, men västerut är den kuperad.Runt The Sphinx är det mycket glesbefolkat, med 2 invånare per kvadratkilometer.. Det finns inga samhällen i närheten. 
Trakten runt The Sphinx är permanent täckt av is och snö.